# Inżynieria materiałowa
Inżynieria materiałowa – interdyscyplinarna dziedzina nauki, działająca w obszarze nauk technicznych i dziedzinie nauk technicznych wymienionych w wykazie będącym załącznikiem do rozporządzenia Ministra Nauki i Szkolnictwa Wyższego z dnia 8 sierpnia 2011 r. w sprawie obszarów wiedzy, dziedzin nauki i sztuki oraz dyscyplin naukowych i artystycznych.

## Ogólna charakterystyka
Inżynieria materiałowa jest inżynierią zarówno w klasycznym, jak i systemowym ujęciu. Zajmuje się wiedzą związaną z materiałami w oparciu o cztery aspekty:
- strukturę,
- właściwości,
- technologię,
- zastosowanie.

W Polsce inżynieria materiałowa zaistniała w latach 70 XX w. transponowana z USA. Obecnie coraz częściej spotyka się pogląd, że dyscyplina ta jest tożsama z obszarem wiedzy znanym w krajach anglosaskich jako „Materials Science” (pol. Nauka o materiałach). Wykorzystuje, oprócz wypracowanych przez siebie metod również niektóre metody charakterystyczne dla innych nauk takich jak fizyka, chemia, metalurgia, budowa i eksploatacja maszyn, mechanika itp.
Uczelnie w Polsce prowadzą kierunek studiów „Inżynieria materiałowa” z wieloma specjalnościami (np. materiały konstrukcyjne, materiały metaliczne i ceramiczne, inżynieria materiałów polimerowych, inżynieria biomateriałów, inżynieria korozyjna, inżynieria powierzchni, inżynieria spajania materiałów, inżynieria jakości, nanomateriały, materiały metalowe i tworzywa sztuczne itd.). Kierunek ten jest prowadzony przez wydziały inżynierii materiałowej, również specjalistyczne np. metali nieżelaznych czy ceramiki, a ze względu na interdyscyplinarne powiązania inżynierii materiałowej z innymi naukami, również przez wydziały mechaniczne, wydziały budowy maszyn, inżynierii procesowej, chemiczne i inne.

## Metodyka badań
Do podstawowych metod badawczych stosowanych w inżynierii materiałowej należą:
- metody mikroskopowe:
  - mikroskopia świetlna
  - transmisyjna mikroskopia elektronowa
  - skaningowa mikroskopia elektronowa
  - mikroskopia sond skanujących (STM, AFM, MFM) itp.
- metody makroskopowe (fraktografia, odbitka Baumana i inne)
- metody metalograficzne (komplementarnie do mikro i makroskopowych): trawienie selektywne, metalografia ilościowa itp.
- metody spektroskopowe
  - spektroskopia i analiza rentgenowska (EDS, WDS, XPS/ESCA)
  - spektroskopia fluorescencyjna (XRF)
  - spektroskopia elektronów Augera (AES)
- metody dyfrakcyjne
  - dyfrakcja rentgenowska (XRD)
  - dyfrakcja elektronów i elektronów wstecznie rozproszonych (EBSD)
- metody określania właściwości mechanicznych
  - twardość (HV, HB, HRC)
  - statyczna próba rozciągania
  - udarność metodą Charpy’ego lub Izoda
- metody tribologiczne (pin-on-disk, wałek-klocek itp.)
- metody fizyczne
  - termograwimetria (TGA)
  - skaningowa kalorymetria różnicowa (DSC)
  - dylatometria
  - magnetometria
- metody elektrochemiczne (potencjostatyczna, potencjodynamiczna)

## Wytwarzanie materiałów
Inżynieria materiałowa zajmuje się również technologiami wytwarzania i obróbki materiałów w nawiązaniu do ich struktury i właściwości materiałów w czasie obróbki i po jej zakończeniu. W obszarze inżynierii materiałowej wyróżnia się szereg specjalności m.in. obróbka cieplna i cieplno-chemiczna, obróbka powierzchniowa (areologia, inżynieria powierzchni) i inne.